# Agustín Casado
Agustín Casado Marcelo (* 21. Mai 1996 in Almería) ist ein spanischer Handballspieler. Der 1,93 m große linke Rückraumspieler spielt seit 2023 für den ungarischen Verein Telekom Veszprém und steht zudem im Aufgebot der spanischen Nationalmannschaft.

## Vereinskarriere
Der in Almería geborene Agustín Casado spielte bis 2015 für BM Huesca, für den er 2014/15 in 25 Spielen 29 Tore erzielte und mit dem er am Ende den 9. Platz in der ersten spanischen Liga, der Liga Asobal, belegte. Im Europapokal debütierte er am 22. November 2014 beim schwedischen Verein Eskilstuna Guif (24:32). Nach vier Toren in zwei Spielen wechselte der Rückraumspieler in der Saison 2015/16 zum Zweitligisten ARS de Palma del Río. Nach drei Jahren unterschrieb er beim Ligakonkurrenten CB Nava, mit dem er 2018/19 auch dank seiner 161 Tore in 30 Spielen unter Trainer Daniel Gordo Meister der zweiten Liga wurde und in die Liga Asobal aufstieg. In der Saison 2019/20 warf er 80 Tore in 19 Spielen und machte so größere Vereine auf sich aufmerksam. Zur Saison 2020/21 wechselte er zu CB Ciudad de Logroño, mit dem er 2021 den dritten Platz belegte. Für die Mannschaft aus der Provinz La Rioja traf er in der Saison 2020/21 in 34 Einsätzen 166 Mal. In der Saison 2021/22 wurde er zum besten mittleren Rückraumspieler der Liga Asobal gewählt.
Am 30. November 2021 erzielte er 16 Tore im Gruppenspiel der EHF European League 2021/22 beim SC Magdeburg, nachdem er im Hinspiel bereits zehn Treffer markiert hatte.
Zur Saison 2022/23 sollte er zum – zwischenzeitlich von Daniel Gordo trainierten – belarussischen Rekordmeister Brest GK Meschkow wechseln. Im Juli 2022 nahm ihn der deutsche Bundesligist MT Melsungen für ein Jahr unter Vertrag.
Zur Saison 2023/24 wechselte er zum ungarischen Rekordmeister Telekom Veszprém. Mit Veszprém gewann er 2024 den ungarischen Pokal, 2024 und 2025 die ungarische Meisterschaft und 2024 die Vereinsweltmeisterschaft. Im Sommer 2025 wird er sich dem französischen Erstligisten Montpellier Handball anschließen.

### Nationalmannschaft
Casado bestritt von November 2013 bis Juli 2015 insgesamt 25 Spiele für die spanische Jugendauswahl, in denen er 67 Tore erzielte. Mit dieser Auswahl nahm er an der U-18-Europameisterschaft 2014 teil.
Von Januar bis April 2016 wurde er in fünf Spielen der Juniorennationalmannschaft Spaniens aufgeboten und erzielte darin sechs Tore.
In der spanischen A-Nationalmannschaft debütierte Agustín Casado am 10. März 2021 beim 30:18-Auswärtssieg gegen die Slowakei in Bratislava. Bei der Europameisterschaft 2022 gewann er mit Spanien die Silbermedaille, er bestritt alle neun Spiele und warf 35 Tore. An einer Weltmeisterschaft nahm er erstmals im Januar 2023 in Polen und Schweden teil. Mit der spanischen Auswahl zur Weltmeisterschaft 2023 gewann er die Bronzemedaille. Mit der spanischen Olympiamannschaft 2024 gewann er auch die Bronzemedaille bei den Olympischen Spielen. Er gehörte zum spanischen Aufgebot zur Weltmeisterschaft 2025 (18. Platz).